# Emil Müller (Botaniker)
Emil Müller (* 5. März 1920 in Zürich; † 2. April 2008; heimatberechtigt in Zollikon und Uetikon am See) war ein Schweizer Mykologe und Professor an der ETH Zürich.

## Leben
Emil Müller studierte an der Abteilung für Landwirtschaft an der ETH Zürich und wurde 1944 zum Ingenieur-Agronomen diplomiert. Während vier Jahren war er als Ackerbau-Berater und Landwirtschaftslehrer im Kanton Graubünden tätig. Nach seinem Weiterstudium an der ETH Zürich auf dem Gebiet der speziellen Botanik, insbesondere Pflanzenpathologie und Mykologie, doktorierte er 1949 über eine Gruppe von Ascomyceten (Schlauchpilze) bei Ernst Gäumann und Otto Jaag. Er arbeitete als Phytopathologe an der Eidgenössischen Versuchsanstalt für Obst-, Wein- und Gartenbau in Wädenswil und anschliessend an der Eidgenössischen Landwirtschaftlichen Versuchsanstalt in Oerlikon. Seit 1953 war er Konservator der botanischen Sammlung der ETH. 1961 erhielt er einen Lehrauftrag für Pilzkunde, und 1966 wurde er Privatdozent an der ETH. Von 1965 bis 1969 war er auch Lehrbeauftragter an der Universität Freiburg im Breisgau.
Im Jahr 1970 wurde er zum ausserordentlichen Professor für Spezielle Botanik, insbesondere Mykologie, gewählt, und bereits drei Jahre später erfolgte die Beförderung zum ordentlichen Professor für das gleiche Lehrgebiet. Im Jahr 1976 leitete er das Institut für Spezielle Botanik. Müller wurde 1987 emeritiert.

## Forschung
Müller war einer der angesehensten Mykologen seiner Zeit, dessen Werke noch viele Jahre ihre Gültigkeit haben werden. Er hat mehr als 200 Publikationen auf dem Gebiet der Mykologie publiziert. Sein Spezialgebiet waren die Askomyzeten, eine Pilzgruppe von herausragender ökologischer und biotechnologischer Bedeutung. Er hat nicht nur wesentliche Grundlagen für die Klassifizierung dieser Organismen geschaffen, sondern es war ihm auch ein besonderes Anliegen, die Biologie der einzelnen Arten zu verstehen. Müller war ein Mitbegründer der experimentellen Mykologie.

## Publikationen (Auswahl)
- Die schweizerischen Arten der Gattung Leptosphaeria und ihrer Verwandten. Diss. Techn. Wiss. ETH Zürich, Nr. 1865, 1949, doi:10.3929/ethz-a-000096214.
- mit Josef Adolf von Arx: Die Gattungen der amerosporen Pyrenomyceten (= Beiträge zur Kryptogamenflora der Schweiz = Matériaux pour la flore cryptogamique suisse = Contributi per lo studio della flora crittogama svizzera. Band 11). 1954, doi:10.5169/seals-821061.
- mit Josef Adolf von Arx: Die Gattungen der didymosphoren Pyrenomyceten (= Beiträge zur Kryptogamenflora der Schweiz = Matériaux pour la flore cryptogamique suisse = Contributi per lo studio della flora crittogama svizzera. Band 11). 1954, doi:10.5169/seals-821062.